# Víktor Kakoixin
Víktor Kakoixin   () és un remer ucraïnès, ja retirat, guanyador d'una medalla olímpica sota bandera de la Unió Soviètica.
El 1980 va prendre part en els Jocs Olímpics d'Estiu de Moscou, on va guanyar la medalla de bronze en la prova del vuit amb timoner del programa de rem.
En el seu palmarès també destaca una medalla de bronze en el Campionat del món de rem de 1979 i el campionat soviètic de 1980, sempre en el vuit amb timoner.